# رسوایی شیر چینی ۲۰۰۸

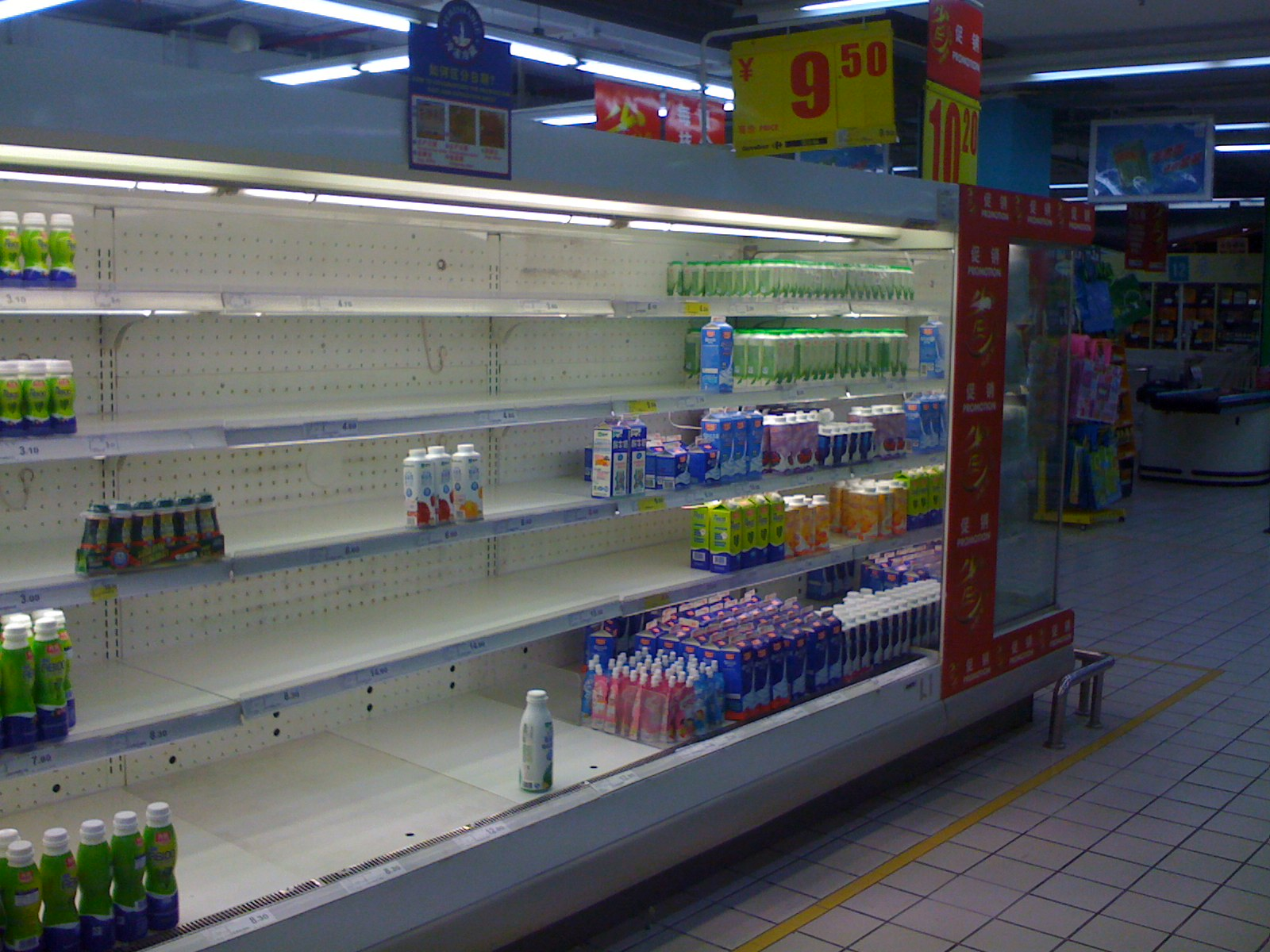
قفسه خالی شیر در یک سوپرمارکت کارفور در چین در نتیجه رسوایی

رسوایی شیر چینی در سال ۲۰۰۸ یک رویداد در حوزه سلامت مواد غذایی در جمهوری خلق چین بود. این رسوایی در پی پیدا شدن ملامین در شیر، شیر خشک نوزاد و دیگر مواد غذایی تقلبی نوزادان گروه سانلو رخ داد. شیر و فرمول نوزادان گروه سانلو همراه با مواد و اجزاء دیگر غذایی با ماده شیمیایی ملامین تقلبی مخلوط شده بودند که منجر به تشکیل سنگ کلیه و آسیب دیگری به کلیه نوزادان شد. از این ماده شیمیایی برای افزایش محتوای نیتروژن در شیر رقیق شده استفاده شد تا به نظر برسد که درصد پروتئین بالاتری دارد و بتواند از طریق آزمون کنترل کیفیت عبور کند. بر اساس گزارش اخیر در ژانویه ۲۰۰۹، ۳۰۰٬۰۰۰ کودک مبتلا شناسایی شدند، که از جمله آنها ۵۴٬۰۰۰ نفر در بیمارستان بستری شدند. مرگ شش نوزاد به رسمیت شناخته شده‌است که به شیر آلوده مربوط می‌شود.
تاریخچه این رسوایی به دسامبر ۲۰۰۷ برمی‌گردد، زمانی که سانلو شروع به دریافت شکایات دربارهٔ سنگ کلیه کرد. یکی از شکایات قابل توجه در اوایل این روند در تاریخ ۲۰ مه ۲۰۰۸ مطرح شد، زمانی که مادری پس از اطلاع از اینکه سانلو شیری را که از آن شکایت کرده بود به یتیمان زلزله سیچوان در سال ۲۰۰۸ اهدا کرده‌است، آنلاین منتشر کرد. همچنین در تاریخ ۲۰ مه، مشکل برای اولین بار در جلسه هیئت مدیره سانلو مطرح شد و آن‌ها دستور دادند تست‌های چند بررسی‌گر شخص ثالث را انجام دهند. تا تاریخ ۱ اوت، ملامین به عنوان عامل مسبب در تست‌ها شناسایی نشد. در تاریخ ۲ اوت، هیئت مدیره سانلو تصمیم به صدور بازخوانی تجاری به عمده‌فروشان گرفت، اما به عمده‌فروشان اعلام نکردند که محصول آلوده‌است؛ با این حال، نایب شهردار شیجیاژوانگ که به جلسه دعوت شده بود، بازخوانی تجاری را رد کرد و به هیئت مدیره دستور داد «دهانهای قربانیان را با پول ببندند»، «صبر کنید تا المپیک بیجینگ ۲۰۰۸ به خوبی پایان یابد و سپس پلیس استانی جنایتکاران را شکار کند». شرکت عظیم لبنیاتی نیوزیلند فونترا، که ۴۳٪ سهم در سانلو داشت، در جلسه هیئت مدیره تاریخ ۲ اوت از آلودگی مطلع شد. فونترا دولت نیوزیلند را مطلع کرد و دولت نیوزیلند در تاریخ ۸ سپتامبر با دولت چین مقابله کرد. دولت چین این رسوایی را در تاریخ ۱۳ سپتامبر به عموم اعلام کرد. پس از تمرکز اولیه بر روی سانلو، بررسی‌های دولتی بیشتر نشان داد که محصولات ۲۱ شرکت دیگر نیز آلوده بودند، از جمله محصولات آرلا فودز - منگنیو، ییلی و یاشیلی. در حالی که موارد بیشتر و بیشتری از دسامبر ۲۰۰۷ به بیشتر بیمارستان‌های سراسر کشور اعلام می‌شد، اولین گزارش بیمارستان به دولت در تاریخ ۱۶ ژوئیه ارسال شد.
این موضوع نگرانی‌هایی را در مورد امنیت غذایی و فساد سیاسی در چین ایجاد کرد و به اعتبار صادرات مواد غذایی این کشور لطمه زد. سازمان بهداشت جهانی این حادثه را «تأسف بار» خواند و حداقل ۱۱ کشور خارجی واردات محصولات لبنی چین را متوقف کردند. دولت چین مجموعه‌ای از محاکمات را برگزار کرد که منجر به دو حکم اعدام، سه حکم حبس ابد، دو مجازات ۱۵ سال زندان، برکناری یا استعفای اجباری هفت مقام دولتی محلی و مدیر اداره نظارت بر کیفیت، بازرسی و حفاظت صنعتی (AQSIQ) منجر شد. رئیس سابق شرکت لبنیات سانلو چین نیز به حبس ابد محکوم شد.
در اواخر اکتبر ۲۰۰۸، تقلبی مشابه با ملامین در تخم مرغ و سایر مواد غذایی دیگری نیز کشف شد. با وجود ممنوعیتی که در ژوئن ۲۰۰۷ به دنبال رسوایی مواد غذایی خوراک حیوانات به ایالات متحده اعمال شده بود منشأ این مسئله نیز به اضافه شدن ملامین به خوراک حیوانات برگردانده شد.

## ملامین
ملامین برای تولید رزین فرمالدهید ملامین استفاده می‌شود، که یک نوع پلاستیک است که به خاطر خواص ضد آتش آن شناخته شده‌است و در تخته‌های کانتر، تخته‌های نوشتن خشک و غیره به کار می‌رود. همچنین به عنوان یک نیتروژن غیرپروتئینی در غذای دام استفاده می‌شود و در مواد مانند جوانه سویا، آرد ذرت و آرد کاه پنبه که در تغذیه دام استفاده می‌شوند، حضور دارد. ملامین در اثر واکنش با اسید سیانوریک در بدن باعث نارسایی کلیه و سنگ کلیه در انسان و حیوانات می‌شود. استفاده از ملامین در تولید محصولات غذایی توسط سازمان بهداشت جهانی (WHO) یا مقامات ملی تأیید نشده‌است.
ملامین غنی از نیتروژن است، بنابراین گاهی به‌طور غیرقانونی به محصولات غذایی اضافه می‌شود تا محتوای پروتئین آنها را افزایش دهد. روش‌های کژلدال و دوماس که برای آزمایش سطح پروتئین استفاده می‌شوند، نمی‌توانند بین نیتروژن موجود در ملامین و نیتروژن طبیعی موجود در اسیدهای آمینه تمایز قائل شوند و اجازه می‌دهند سطح پروتئین جعل شود. ملامین وقتی به شیر اضافه می‌شود، می‌تواند تقلب رقیق‌سازی با آب را پنهان کند. افزودن ملامین به محصولات غذایی با فراخوانی غذای حیوانات خانگی در اروپا و ایالات متحده در سال ۲۰۰۷، خبرساز شد.

## تلفات و عواقب
پس از رسوایی شیرخشک‌های آلوده به مادهٔ ملامین در سال ۲۰۰۸ که منجر به مرگ ۶ کودک و همچنین بیماری ۳۰۰ هزار کودک شده بود، چین درگیر چندین رسوایی دیگر در این صنعت شد که اعتبار فراورده‌های شیر این کشور را خدشه دار کرد.
این مسئله تا نوامبر سال ۲۰۰۸ در چین ۳۰۰ هزار قربانی گرفت. شش نوزاد در اثر بیماری سنگ کلیه و آسیب‌های دیگر کلیه جان باختند و ۸۶۰ نوزاد در بیمارستان بستری شدند.
یک حادثه جداگانه در چهار سال قبل، مرگ و میر ۱۳ نوزاد در اثر سوء تغذیه را در پی داشت.
این رسوایی در پی مبتلا شدن ۱۶ نوزاد به سنگ کلیه در استان گانسو در اثر مصرف شیر خشک یک شرکت چینی به نام Sanlu Shijiazhuang در ۱۶ ژوئیه برملا شد.
پس از بررسی مشخص شد تولیدات ۲۱ شرکت دیگر نیز مشکل دارد.

## صادرات
با این رسوایی صادرات محصولات شیر چین دچار مشکل شد، به طوری که ۱۱ کشور واردات لبنیات از چین را کلاً قطع کردند.

## احکام
در طی حکم دادگاه دو نفر اعدام شدند، سه تن حبس ابد و دو نفر ۱۵ سال حبس گرفتند. ۷ تن از مسئولان دولتی اخراج یا مجبور به استعفا شدند.

## تکرار
در اواخر اکتبر ۲۰۰۸، بار دیگر ملامین در تخم مرغ و خوراک دام کشف شد.
ملامین در گلوتن گندم و پروتئین غنی شده از برنج که توسط کشور چین صادر شده و برای خوراک حیوانات مورد استفاده قرار می‌گرفت دیده شد.
تا ژوئیه ۲۰۱۰ همچنان گزارشهایی از عواقب استفاده از ملامین در مواد خوراکی گزارش شده‌است.

## تشخیص ملامین در شیر
به دنبال بحران ناشی از آلودگی شیر با ماده ملامین، با همکاری سازمان بین‌المللی استاندارد (iso) و اتحادیه بین‌المللی لبنیات (idf)، استانداردی جهت آزمایش میزان ملامین و اسید سیانوریک در شیر، محصولات تولیدی از شیر خشک و غذای نوزادان تدوین شد.

## در ایران
در سال ۱۳۸۷ واردات شیر خشک و سایر فراورده‌های حاوی شیر یا بر پایه شیر از کشور چین ممنوع شد و طی اعلامیه‌ای وزارت بهداشت مقدار مجاز ملامین در فراورده‌های غذایی حاوی شیر یا مشتقات آن (به استثناء شیر خشک اطفال) را mg/kg ۲/۵ تعیین کرد.